# آيت عبد الله (آيت ماغليف)
آيت عبد الله هو دُوَّار يقع بجماعة خوزامة، إقليم ورززات، جهة درعة تافيلالت في المملكة المغربية. ينتمي الدوّار لمشيخة آيت ماغليف التي تضم 8 دواوير. يقدر عدد سكانه بـ 691 نسمة حسب الإحصاء الرسمي للسكان والسكنى لسنة 2004.

## وصلات خارجية
- البوابة الوطنية للجماعات الترابية
- المندوبية السامية للتخطيط